# Vaccinium pseudospadiceum
Vaccinium pseudospadiceum (tiếng Việt: Việt quất mo giả) là một loài thực vật có hoa trong họ Thạch nam. Loài này được Dop miêu tả khoa học đầu tiên năm 1930.